# بيرغر أندرسون
بيرغر أندرسون (بالسويدية: Birger Andersson)‏ هو لاعب كرة مضرب سويدي، ولد في 26 مارس 1951 في Bodafors ‏ في السويد.

## وصلات خارجية
- بيرغر أندرسون على موقع رابطة محترفي التنس (الإنجليزية)
- بيرغر أندرسون على موقع الاتحاد الدولي لكرة المضرب (الإنجليزية)
- بيرغر أندرسون على موقع كأس ديفيز (الإنجليزية)
- بيرغر أندرسون على موقع خلاصة التنس.كوم (الإنجليزية)